# Chiesa di Sant'Ignazio di Loyola (Busseto)
La chiesa di Sant'Ignazio di Loyola, con annesso ex collegio gesuitico, è un luogo di culto cattolico dalle forme barocche situato in via Roma 10 a Busseto, in provincia di Parma e diocesi di Fidenza; è sussidiaria della parrocchiale di San Bartolomeo Apostolo e fa parte del vicariato della Bassa Parmense.

## Storia
I Gesuiti fecero il loro ingresso a Busseto nel 1613 su iniziativa del duca Ranuccio I Farnese ed inizialmente si stabilirono in un edificio privato, con l'autorizzazione ad officiare nella chiesa di Sant'Antonio.
Pochi anni dopo il nobile bussetano Pietro Pettorelli lasciò all'ordine tutte le sue sostanze, con la clausola che fossero utilizzate per ampliare il collegio, fornirlo di una biblioteca per istruire i giovani del posto e dotarlo di un nuovo luogo di culto; i lavori del grande complesso iniziarono nel 1617 e l'antica chiesa di Sant'Antonio fu abbattuta per lasciar posto ad un nuovo edificio dedicato a sant'Ignazio di Loyola, fondatore della Compagnia di Gesù; la nuova chiesa, progettata dall'architetto Francesco Pescaroli, fu tuttavia terminata nelle strutture solo nel 1682, mentre le decorazioni barocche degli interni furono completate nel 1687.
Nel 1768 il primo ministro Guillaume du Tillot decretò l'espulsione dal ducato di Parma e Piacenza dei Gesuiti, che furono costretti ad abbandonare tutti i numerosi istituti che gestivano; a Busseto cercarono di rientrare nel 1796, ma senza successo.
Il collegio fu quindi adibito a edificio scolastico, frequentato poi anche da Giuseppe Verdi; in seguito fu trasformato in abitazione privata, caserma e ospedale, fino all'attuale utilizzo quale casa protetta; a causa dei cambiamenti di destinazione, gli interni furono modificati più volte e adattati alle nuove esigenze; soltanto la ricca biblioteca sopravvisse in quanto traslata nel vicino palazzo del Monte di Pietà.

## Descrizione

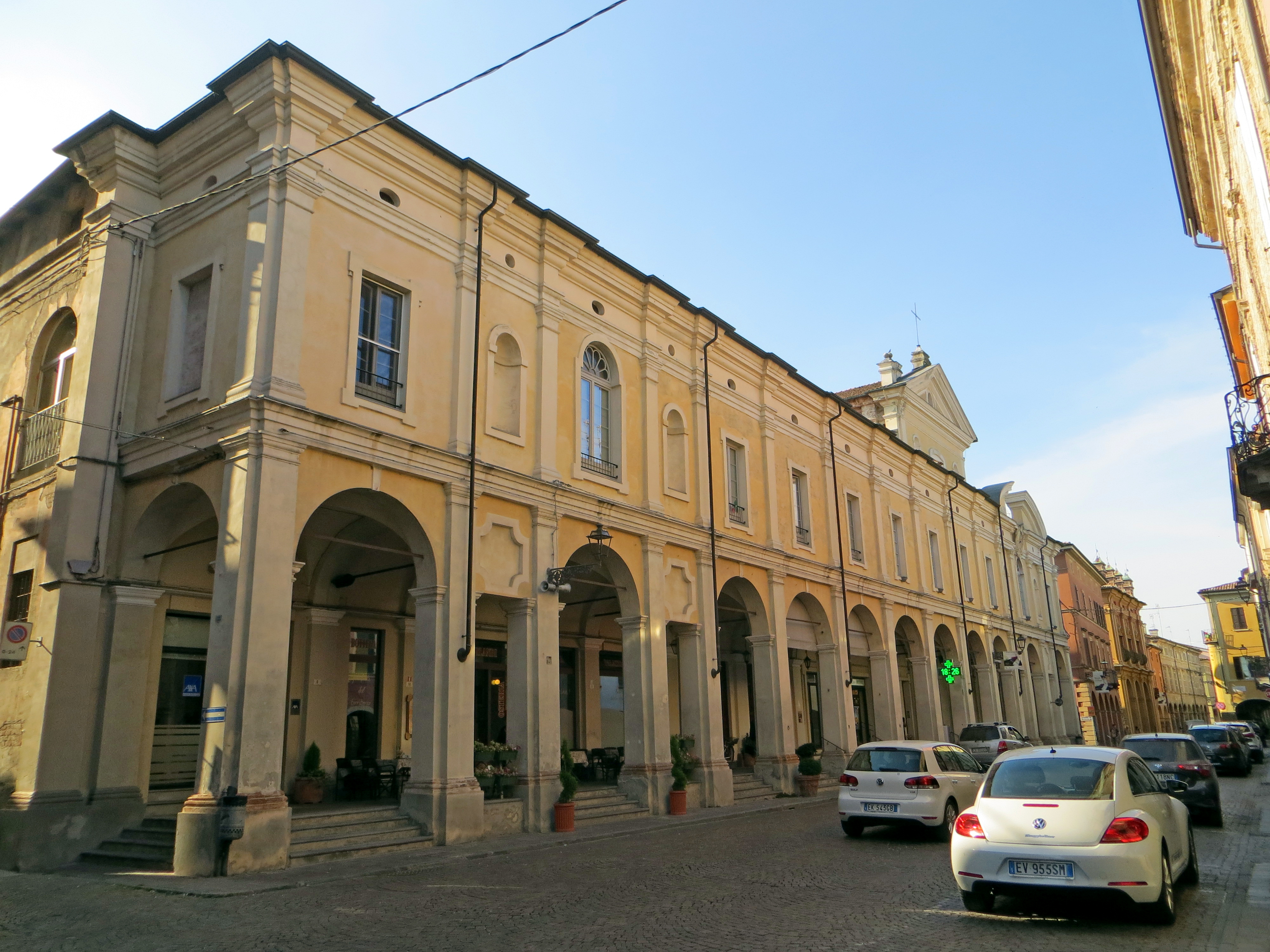
Facciata del collegio

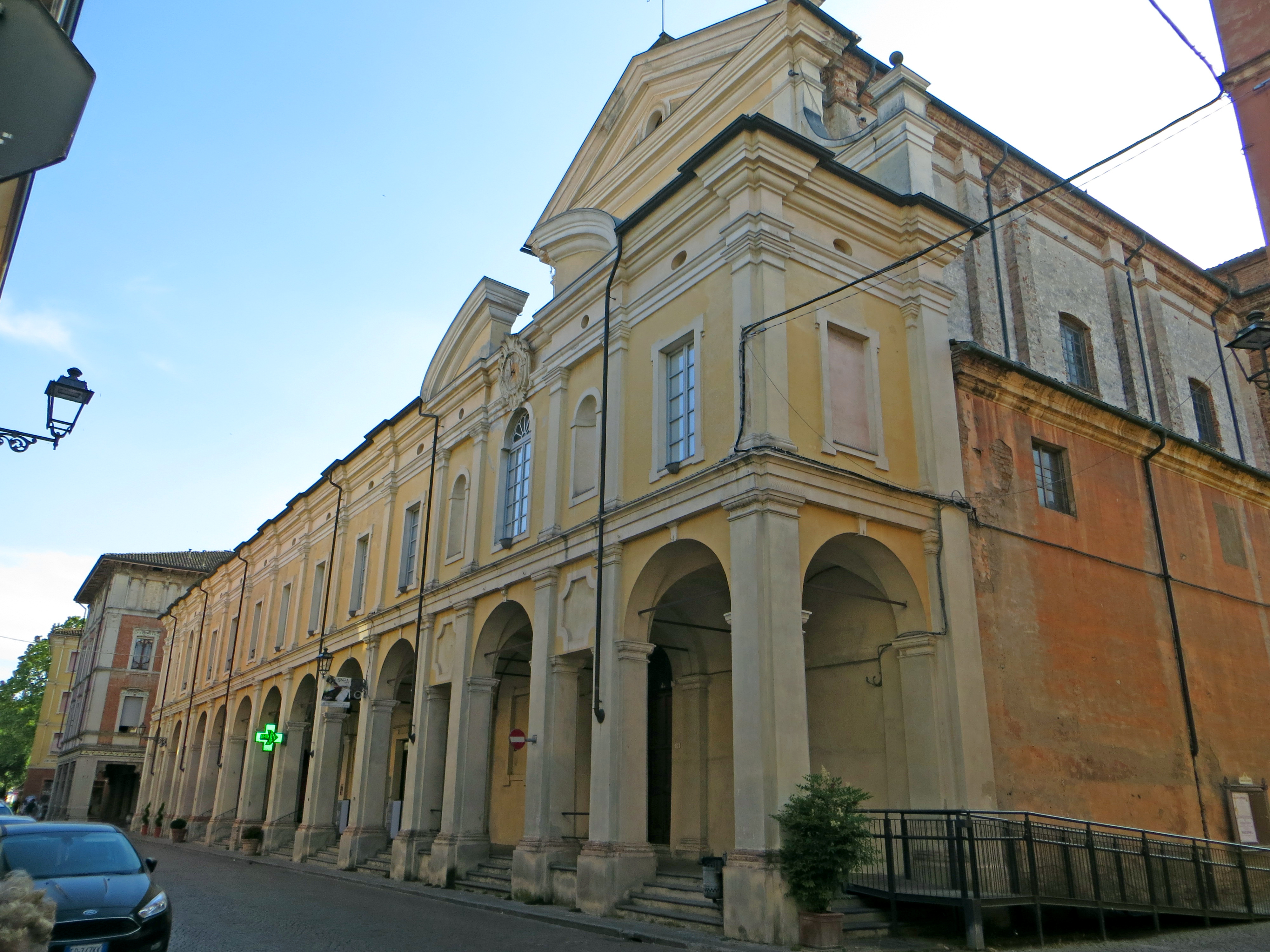
Facciata del collegio

L'ex collegio e la chiesa si sviluppano su una pianta rettangolare che abbraccia l'intero isolato, attorno ad un ampio cortile centrale adibito a giardino; il luogo di culto è collocato in corrispondenza dello spigolo nord-est, con facciata rivolta verso la strada principale.
Il prospetto d'ingresso su via Roma costituisce una fronte unica fra le due parti, che si innalzano su un lungo porticato sopraelevato di quindici arcate a tutto sesto, rette da pilastri con lesene coronate da capitelli di ordine tuscanico, a sostegno di una cornice marcapiano; il livello superiore è scandito da analoghe lesene tuscaniche, sovrastate da un grande cornicione in aggetto, che si interrompe soltanto in corrispondenza dell'accesso principale della chiesa, ove si sviluppa un timpano spezzato curvilineo; al centro di quest'ultimo, sopra ad un'ampia finestra ad arco aperta fra due nicchie, campeggia un orologio con cornice barocca; la parte sommitale della facciata del luogo di culto, ben più arretrata, si innalza di alcuni metri, consentendo di scorgere l'elegante timpano triangolare di coronamento, al cui centro si apre una piccola finestra circolare. L'estremità opposta del porticato, in perfetta uniformità e simmetria, è caratterizzata dalla ripetizione dalle stesse aperture e nicchie, ad eccezione soltanto del timpano spezzato, ivi assente.
L'interno della chiesa si sviluppa su un'unica navata, con sei cappelle laterali. Di carattere solenne, l'alto ambiente è ricoperto con una volta a botte lunettata, scandita da ampie arcate a tutto sesto; i maestosi stucchi barocchi, realizzati da Domenico Dossa e Bernardo Barca, inquadrano affreschi raffiguranti la Gloria di sant'Ignazio, la Gloria di san Luigi Gonzaga, la Gloria di san Francesco Saverio e la Gloria di san Francesco Borgia, realizzati probabilmente da Giovanni Evangelista Draghi; quest'ultimo eseguì anche sei tele rappresentanti episodi della vita di sant'Ignazio: la Conversione nel castello di Lojola, Il santo penitente a Monserrato, La vita ascetica di Manresa, Il viaggio in Terrasanta, L'apostolato ed I miracoli; i dipinti, inquadrati da cornici in stucco, sono collocati ai lati della navata, sopra una serie di nicchie che ospitano alcune statue di santi Gesuiti.
Dietro all'altare maggiore, all'interno di una finta cornice rococò affrescata intorno al 1760, è collocata la grande pala raffigurante la Gloria di sant'Ignazio, dipinta agli inizi del XVIII secolo da Ilario Spolverini, che la copiò da un originale di Giacinto Brandi.
Delle sei cappelle laterali che si aprono simmetricamente, quattro sono affrescate a riquadrature, dipinte probabilmente da Giuseppe Natali; vi sono inoltre ospitate alcune ancone in legno intagliate nel XVIII secolo da Vincenzo Biazzi. Molte delle tele che in origine ornavano la chiesa oggi sono collocate all'interno della vicina collegiata di San Bartolomeo Apostolo; sono tuttavia ancora presenti i quadri raffiguranti San Francesco de' Regis, realizzato da Clemente Ruta ed ospitato nella prima cappella di destra, e l'Arrivo di san Francesco Saverio nelle Indie, dipinto da Giovanni Evangelista Draghi e posizionato nella terza sullo stesso lato.